# Renate Müller-Krumbach
Renate Müller-Krumbach, geborene Krumbach, (* 23. Juli 1936 in Jena; † 25. Juni 2021 in Weimar) war eine deutsche Kunsthistorikerin.

## Leben
Renate Krumbach war die Tochter des Seismologen und Mitbegründers der Deutschen Geophysikalischen Gesellschaft Gerhard Krumbach und dessen Frau Traute. Müller-Krumbach studierte an der Universität Leipzig, wo sie 1968 promoviert wurde. Ihre Dissertation zur Cranach-Presse von Harry Graf Kessler wurde zu einem Standardwerk. 
Sie war von 1992 bis 1997 Direktorin des Goethe-Nationalmuseums in Weimar. Ihr ist es zu verdanken, dass die dort eingelagerten Objekte der Öffentlichkeit zugänglich geworden sind. Auch um die Katalogisierung und Inventarisierung des Goethe-Nachlasses machte sie sich verdient. Unter ihrer Leitung vollzog sich der Umbau des 1935 errichteten Goethe-Nationalmuseums.
1991 erhielt Müller-Krumbach den Weimar-Preis und 1999 das Bundesverdienstkreuz 1. Klasse.
Seit 1964 war sie mit dem Restaurator und Künstler Helmut Müller (Künstlername Philip Oeser) verheiratet, der als Restaurator an den Weimarer Kunstsammlungen tätig war.

## Schriften (Auswahl)
- Die schwäbische Parlerplastik unter besonderer Berücksichtigung des Augsburger Südportals. vorgelegt von Renate Krumbach, Hausarbeit, Friedrich-Schiller-Universität Jena, 1958
- Harry Graf Kessler und die Cranach-Presse in Weimar. Maximilian-Gesellschaft, Hamburg 1969 (Druckfassung der Dissertation).
- Porzellan des 18. Jahrhunderts. Die Sammlung in Schloss Belvedere. Kunstsammlungen zu Weimar, Weimar 1973.
- Renate und Eberhard Renno: Louis Held: Hofphotograph in Weimar – Reporter der Jahrhundertwende. VEB Fotokinoverlag Leipzig, Leipzig 1985 [Mit einer Einführung und Kommentaren zum Bildteil von Renate Müller-Krumbach und einer Annotation von Wolfgang G. Schröter].
- Altes Porzellan. Nationale Forschungs- und Gedenkstätten Weimar 1990
- Kleine heile Welt. Eine Kulturgeschichte der Puppenstube. Edition Leipzig, Leipzig 1992, ISBN 3-361-00331-8.
- Marcus Behmer, Illustrator, Buchkünstler, Briefschreiber. In: Zeitschrift der Schweizerischen Bibliophilen-Gesellschaft, Bd. 47, 2004, doi:10.5169/seals-388757#70, S. 66–78.
- Marcus Behmer (1879–1958). Œuvre gravé – eigenhändiges Werkverzeichnis. In: Gesellschaft der Bibliophilen (Hrsg.): Imprimatur. Ein Jahrbuch für Bücherfreunde. N.F. 19. Harrassowitz, 2005, ISSN 0073-5620, S. 289–307.
- Das Puppenhaus der Familie von Gienanth. Wernersche Verlagsgesellschaft, Worms 2016, ISBN 978-3-88462-368-8.